# Chelno-Vershinsky (huyện)
Huyện Chelno-Vershinsky (tiếng Nga: ? райо́н) là một huyện hành chính tự quản (raion), của Tỉnh Samara, Nga. Huyện có diện tích 1151 kilômét vuông, dân số thời điểm ngày 1 tháng 1 năm 2000 là 20900 người. Trung tâm của huyện đóng ở Chelno-Vershiny.